# جیا گاییها
جیا گاییها(به چینی: 賈 桂華) شمشیر باز چینی است.او در مسابقات فردی و تیمی در بازی های المپیک تابستانی ۱۹۸۸ و ۱۹۹۲ به رقابت پرداخته بود.